# Saint-Ondras
Saint-Ondras – miejscowość i gmina we Francji, w regionie Owernia-Rodan-Alpy, w departamencie Isère.
Według danych na rok 1990 gminę zamieszkiwało 478 osób, a gęstość zaludnienia wynosiła 59 osób/km² (wśród 2880 gmin regionu Rodan-Alpy Saint-Ondras plasuje się na 1164. miejscu pod względem liczby ludności, natomiast pod względem powierzchni na miejscu 1271.).